# Alexander Morton
Alexander Morton (Glasgow, 24 marzo 1945) è un attore scozzese.
Noto principalmente come attore televisivo, ha preso parte anche in film cinematografici come I'll Sleep When I'm Dead del 2003.
Ha due figli.